# Mediteranetum
Mediteranetum je botanički rezervat mediteranske flore na poluotoku Kleku u Malostonskom zaljevu. Nalazi se zapadno od Neuma, jedinog bosanskohercegovačkog grada na moru.
Projektom Programa Ujedinjenih naroda za okoliš pokrenut je postupak reaktivacije zaštite Mediteranetuma čime bi se čitav poluotok Klek s okolnim morem proglasio botaničko-florističkim rezervatom. Na ovom relativno malom prostoru bilježi se više stotina biljnih vrsta od kojih su neke endemske. Zbog izgradnje objekata i infrastrukture ovo područje nedirnute mediteranske makije je ugroženo.